# Окупаційні гроші
Окупаційні гроші (окупаційна валюта) — валюта, використовувана для покриття військових витрат на оккупованій території, а також як засіб отримання прихованої контрибуції; один з видів військових грошей.

## Коротка історія випуску
Емісія грошей для фінансування військових витрат, вироблених на чужих територіях, спочатку відбувалася від випадку до випадку у формі випуску фальшивих грошових знаків. Так, в період французьких революційних воєн контрреволюційної коаліцією було організовано масове виготовлення підроблених асигнатів. Пізніше випуск фальшивих австрійських та російських паперових грошей проводився при Наполеоні I .
У період Франко-пруської війни 1870–1871 років для фінансування витрат на утримання німецьких військ у Франції була створена позичкова каса, що випускала окупаційні марки. Спеціальні військові асигнації випускалися також японськими військами під час Японо-китайської війни (1894–1895). Як і німецькі випуски у Франції, ці випуски не грали істотної ролі в покритті військових витрат окупаційної армії. Під час більшості війн XVIII–XIX століть спеціальні грошові знаки для фінансування військових витрат на території ворожих держав не випускалися .
Міжнародно-правове обґрунтування права випуску окупаційної валюти міститься в Гаазьких конвенціях про закони і звичаї сухопутної війни 1907 (хоча Конвенція і не містить визначення поняття «окупаційна валюта»).
Конвенція, забороняюча грабіж на окупованих територіях (ст. 47), встановлювала, що якщо ворог стягує в зайнятої ним області встановлені на користь держави податки, мита і грошові збори, то він зобов'язаний робити це, по можливості погодившись з існуючими правилами оподаткування і розкладки їх, причому на нього лягає обов'язок нести витрати по управлінню зайнятою областю в розмірах, в яких це робив до цього законний уряд (ст. 48). А відповідно до ст. 52 натуральні повинності повинні бути по можливості оплачувані готівкою; в іншому випадку вони засвідчуються розписками, по яким сплата належних сум повинна бути здійснена як можливо швидше.
Завдяки випуску окупаційних грошей контрибуції, реквізиції та конфіскації набувають форму військових закупівель .
Окупаційні грошові знаки випускалися як з назвами грошових одиниць країн-емітентів (наприклад — окупаційна рейхсмарка), так і з назвами грошових одиниць окупованих територій (наприклад — військовий лей). Між окупаційною валютою і місцевими грошовими знаками встановлюється примусовий курс, за яким здійснюється обмін однієї валюти на іншу.

## Галерея

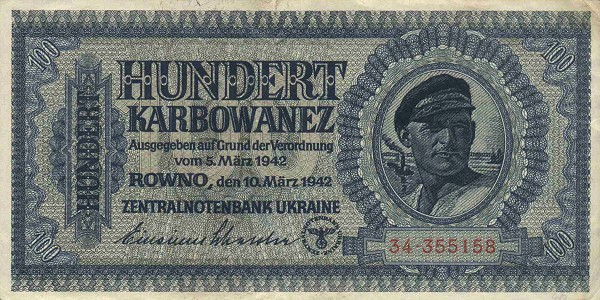
100 карбованців Райхскомісаріату Україна, 1942
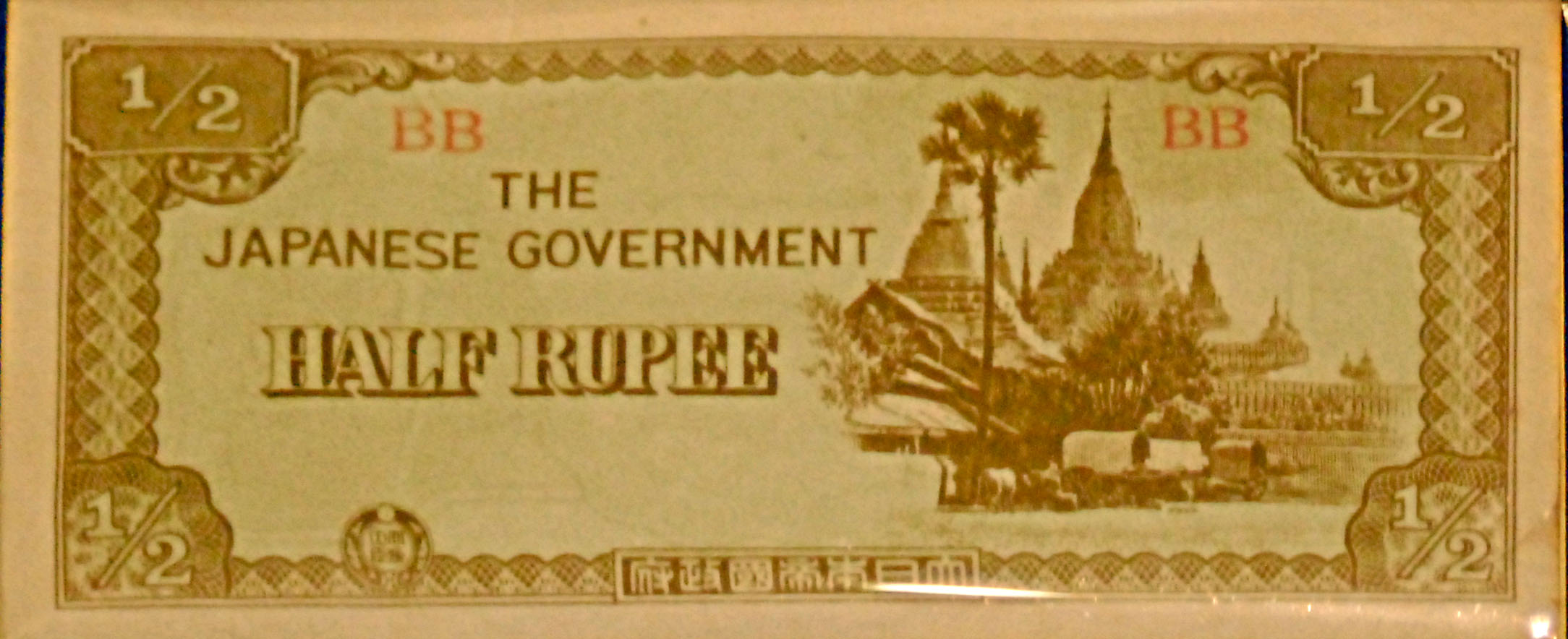
1/2 рупії, 1942
100 доларів, 1942 100 доларів, 1942
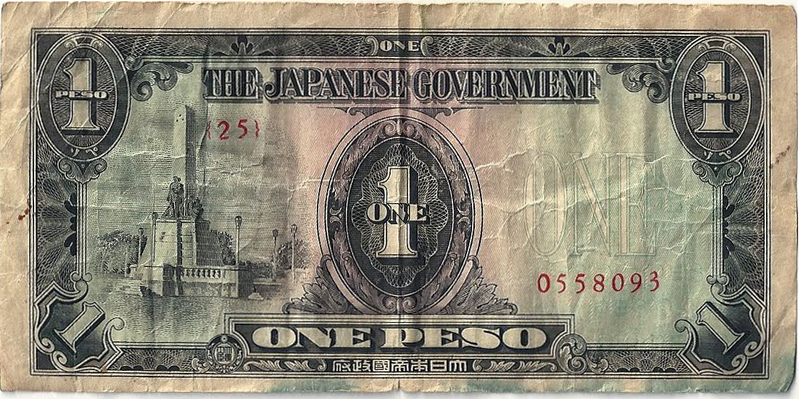
1 песо, 1942
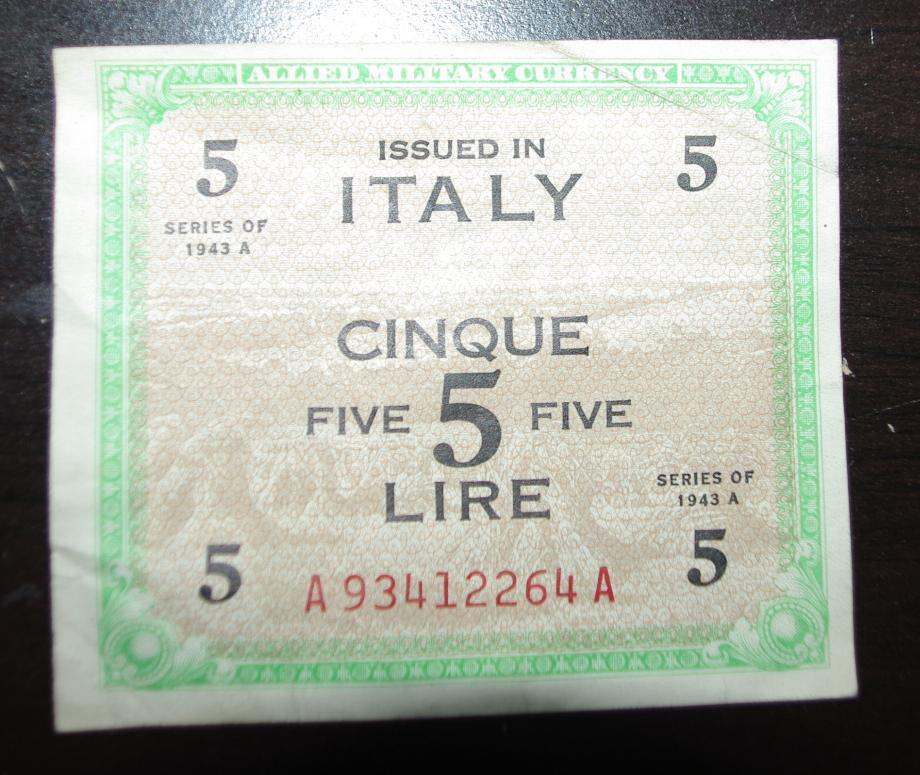
5 лір, 1943